# باشگاه فوتبال سورین
باشگاه فوتبال سورین (به تایلندی: สโมสรฟุตบอลจังหวัดสุรินทร์) یک باشگاه فوتبال واقع در استان سورین در کشور تایلند می‌باشد که در لیگ دسته دوم منطقه‌ای فوتبال تایلند بازی می‌کند.
این باشگاه در سال ۲۰۰۹ میلادی بنیان‌گذاری شده است.